# 师氏 (雷氏妇)
师氏，金朝女性人物，嫁给雷家之妻。
她的丈夫去世，孝养公公婆婆。婆婆得病，她割自己手臂上的肉给她吃，婆婆得愈。公公婆婆死后，兄长师逵与丈夫的侄子想要谋取其财产，于是伪造婚约送到官府，想让她改嫁。县官不能辨曲直，师氏害怕被逼迫，于是投入县署井中而死。皇帝下诏有司祭祀其墓，赐谥为“节”。